# Nicolas Sarkozy
Nicolas Paul Stéphane Sarkozy de Nagy-Bocsa (Paris, 28 de janeiro de 1955), é um advogado e político francês, que serviu como 23.º presidente da França entre 2007 e 2012. Foi também, juntamente com o bispo de Urgel, o co-príncipe de Andorra.
Antes de se tornar presidente, foi líder da União por um Movimento Popular (UMP). Durante a presidência de Jacques Chirac, foi Ministro do Interior nos primeiros dois governos de Jean-Pierre Raffarin (de maio de 2002 a agosto de 2004), e depois foi nomeado Ministro das Finanças no último governo de Raffarin (agosto de 2004 a março de 2005), e novamente Ministro do Interior no governo de Dominique de Villepin (2005-2007).
Sarkozy foi também presidente do Conselho Geral do departamento francês de Hauts-de-Seine de 2004 a 2007 e prefeito de Neuilly-sur-Seine, uma das comunas mais ricas da França, de 1983 a 2002. Foi também Ministro do Orçamento no governo de Édouard Balladur durante o último mandato de François Mitterrand. Sarkozy é conhecido por querer revitalizar a economia francesa.
Quando candidato à presidência da França, nas eleições de 2007, ele prometeu reavivar a ética trabalhista, promover novas iniciativas e combater a intolerância. Nas relações exteriores, prometeu um fortalecimento da Entente Cordiale com o Reino Unido e uma cooperação mais próxima com os Estados Unidos. Foi eleito presidente da República com 53,1% dos votos, derrotando Ségolène Royal. Durante seu mandato, fez votar várias reformas, dentre as quais a chamada "Lei da autonomia das universidades" (oficialmente Loi relative aux libertés et responsabilités des universités; em português 'Lei relativa às liberdades e responsabilidades das universidades), em 2007, e a Reforma das aposentadorias, em 2010. Seu mandato foi também marcado pelo impacto da Grande Recessão e da crise da dívida pública da Zona Euro. Candidato à  reeleição em 2012, foi derrotado por François Hollande, obtendo 48,4% dos votos no segundo turno. Na ocasião, anunciou que deixaria a atividade política.
Depois de deixar a presidência, permaneceu alguns meses no Conselho Constitucional, do qual é, por direito, membro vitalício. Em 2014, retornou à presidência da Union pour un mouvement populaire (UMP), que renomeou Les Républicains. Deixou a liderança do partido, em 2016, para se candidatar, sem sucesso, à eleição primária presidencial da direita e do centro. Em seguida, retirou-se novamente da vida pública.
Nicolas Sarkozy foi condenado a um ano de prisão, seis meses em prisão efetiva e seis em pena suspensa, em 2024. Sarkozy está acusado de beneficiar de um financiamento ilegal durante a campanha presidencial de 2012.

## Biografia
Nascido Nicolas Paul Stéphane Sarkozy de Nagy-Bocsa, é filho do imigrante húngaro (naturalizado francês) Paul Étienne Ernest Sarkozy de Nagy-Bocsa (em húngaro, nagybócsai Sárközy Pál István Ernő), nascido em Budapeste em 1928.
Um longínquo ancestral de Sárközy Pál, o camponês Mihaly Sarközy, lutou contra os otomanos, tendo sido capturado e decapitado em 1562. Um de seus descendentes recebeu de Fernando II da Hungria, em 10 de setembro de 1628, um título hereditário de baixa nobreza (armalista), que lhe dava o direito de fazer preceder seu nome pelo de sua aldeia de origem e ter um brasão de armas.

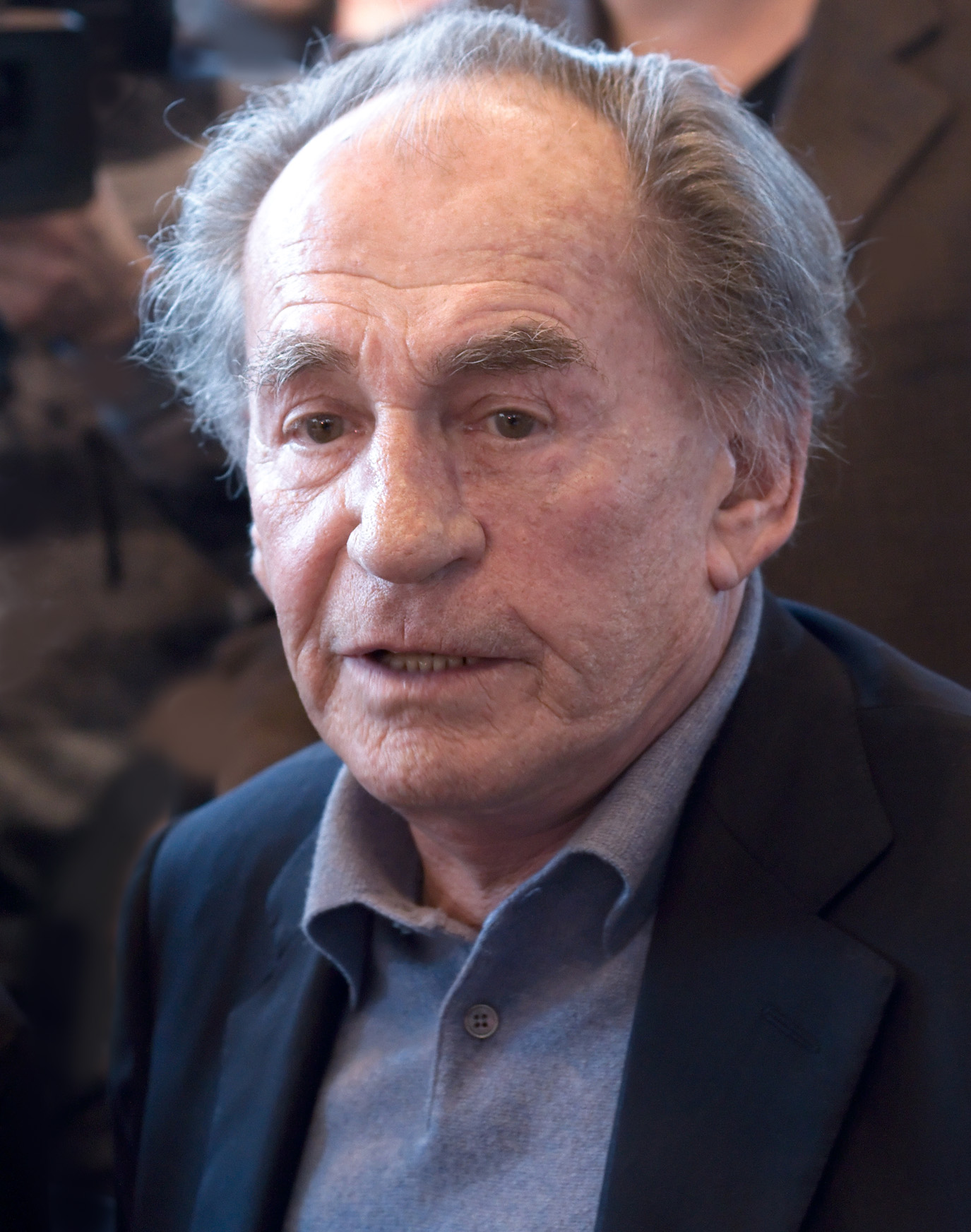
Paul Sarkozy, em 2010

A família possuía terras e um pequeno castelo na aldeia de Alattyán, perto de Szolnok, a 92 km a leste de Budapeste. Vários de seus membros tiveram cargos eletivos na municipalidade de Szolnok (incluindo o cargo de vice-prefeito, exercido pelo avô de Nicolas Sarkozy). Nos arquivos de Alattyan, consta que, logo após a Primeira Guerra Mundial, György e Katalin Sarközy, os avós de Nicolas Sarkozy, compraram um terço de uma propriedade de 705 arpents (pouco mais de 400 hectares). Mas eles não moravam no solar da propriedade (ocupado por uma outra família) mas na casa de hóspedes. De fato, o verdadeiro castelão de Alattyan, era Lajos Toth Maar, um primo da mãe de Sárközy Pál, que  gostava de receber os primos durante as férias.
A família Sarközy era, originalmente, protestante, mas, ao se casar com uma católica, György Sarközy (1896-1948), o avô de Nicolas Sarkozy, concordou em educar os filhos na religião da esposa.
Os Sarközy se desfizeram de sua propriedade em 1934, trocando-a por algumas dezenas de sacos de trigo, numa época de inflação galopante. Posteriormente, a propriedade foi demolida e loteada.
Por ocasião da chegada do Exército Vermelho, em 1944, a família exilou-se na França, depois de peregrinar pela Áustria e Alemanha. Em Baden-Baden, Pál Sárközy encontra um recrutador da Legião Estrangeira, na qual se engaja por cinco anos. Inicia seu treinamento militar na Argélia, que, à época, era colônia francesa. Em seguida, deveria ser enviado à Indochina, mas o médico que o examinou antes da partida, também húngaro, simpatiza com ele e lhe dá uma dispensa médica. Assim, Pál retorna à vida civil em Marselha, em 1948. Galiciza seu nome húngaro para "Paul Étienne Ernest Sarkozy de Nagy-Bocsa" mas só irá pedir a cidadania francesa na década de 1970 (até então, terá o estatuto de apátrida).
Paul Sarkozy torna-se publicitário e, em 1949, casa-se com Andrée Mallah, estudante de Direito de origem francesa e católica (Rhône-Alpes), por parte de mãe, e judia sefardita, por parte de seu pai - um cirurgião originário de Salônica (à época do Império Otomano), convertido ao catolicismo. Em 1952, nasce o primeiro filho do casal, Guillaume, futuro diretor de sucesso de empresas da indústria têxtil. Três anos mais tarde, em 1955, nasce Nicolas. Em 1958, nasce François, que seria médico pediatra e investigador em biologia.
Em 1959, quando Nicolas Sarkozy tinha quatro anos, seus pais  se divorciam, o que obriga sua mãe a retomar os estudos e trabalhar como advogada, para sustentar a família. Durante a infância de Sarkozy, seu pai se recusava a dar qualquer tipo de ajuda financeira à família da ex-mulher, apesar de ter fundado uma empresa de publicidade e estar em boa situação financeira. Paul Sarkozy não ensinou o húngaro aos filhos e raramente os visitava. A família vivia em uma antiga mansão que pertencia ao seu avô materno, o médico Dr. Benedict Mallah, no 17e arrondissement. A família posteriormente se mudaria para Neuilly-sur-Seine, uma das comunas mais ricas da região de Ilha-de-França, a oeste do 17e arrondissement, nos arredores de Paris. Segundo Nicolas Sarkozy, seu avô gaullista teve mais influência sobre ele do que o pai, com quem se encontrava pouco. Nicolas Sarkozy declarou que o abandono do pai moldou seu caráter : "O que me fez o que sou agora foi a soma de todas as humilhações sofridas na infância."
Nicolas Sarkozy foi criado no catolicismo e, tal como seus irmãos, foi batizado e é católico praticante. Ele disse recentemente que um de seus modelos a seguir era o falecido papa João Paulo II. Ele foi casado com Cécilia Ciganer-Albéniz, também de origem judia, de quem se divorciou em 18 de outubro de 2007, após vários meses de rumores públicos sobre esse desenlace devido às infidelidades de ambos no ano 2005: Cécilia, com o publicitário Richard Attias (com quem viria a se casar, em 2008), e Nicolas, com Anne Fulda, jornalista de Le Figaro. Segundo sua advogada, Michèle Cahen, o casal se apresentou a um juiz, que lhes outorgou o divórcio depois de 11 anos de matrimônio.
Sarkozy graduou-se em direito privado pela Universidade Paris Nanterre, em 1978. No ano seguinte, obtve um Diploma de Estudos Avançados (DEA) em ciência política. Em seguida, ingressou no Institut d'Études Politiques de Paris (mais conhecido como Science Po), de onde saiu em 1981, sem diploma, provavelmente em razão do seu nível de inglês insuficiente.
Desde o final de 2007 mantinha um relacionamento com Carla Bruni, ex-modelo e cantora franco-italiana, com quem se casou no dia 2 de fevereiro de 2008, no Palácio do Eliseu, em Paris, de acordo com a emissora francesa RTL.
Envolvido com a política desde 1974, Nicolas Sarkozy, exerceu a advocacia a partir de 1981. Foi presidente do RPR em 1999.
Em 2006, acumulava os postos de presidente da UMP, ministro de Estado do Interior e da Organização do Território e presidente do conselho geral do departamento dos Altos do Sena, além de conselheiro municipal de Neuilly-sur-Seine, de cuja câmara foi presidente (o equivalente a prefeito, no Brasil) de 1983 a 2002.
Foi o candidato de seu partido nas eleições presidenciais de 2007. Qualificou-se para o segundo turno da eleição, que ocorreu no dia 6 de maio de 2007, e acabou por vencer sua rival, Ségolène Royal. Tornou-se assim o vigésimo-terceiro presidente da França, cargo que assumiu oficialmente a 16 de Maio de 2007. No meio político também é conhecido pelo apelido de Sarko.
Foi candidato a reeleição em 2012 mas perdeu nas eleições para o candidato socialista François Hollande. Em 15 de maio do mesmo ano, entregou o cargo ao presidente eleito.
Em julho de 2014, Sarkozy foi arguido por suspeitas de corrupção ativa, tráfico de influência e violação do segredo de justiça, depois de ter sido detido para averiguações, numa medida coerciva aplicada pela primeira vez a um antigo chefe de Estado francês, sendo submetido a 15 horas em interrogatório pela polícia e outras três horas perante os juízes.
Em 2018, Sarkozy foi detido pela polícia francesa por financiamento ilegal de campanha e pela interferência da Líbia nas eleições francesas de 2007.
O rendimento de Nicolas Sarkozy para o período de 2013 a 2019 está estimado em, pelo menos, 18 milhões de euros. Em particular, o ex-chefe de Estado recebeu 4,5 milhões de euros do Washington Speakers Bureau, uma filial da multinacional de comunicação Omnicom, em troca de discursos proferidos em várias conferências, 3 milhões de euros em 2018 e 2019 de uma estrutura financiada pelos fundos pessoais do Presidente dos Emirados Árabes Unidos Maomé bin Zayed Al Nahyan, 680 mil euros do Estado francês sob a forma de pensões dos seus cargos electivos e 650 mil euros em royalties pagos pelas várias editoras que publicam os seus livros.

## Controvérsias e acusações judiciais
Durante sua presidência, o presidente Nicolas Sarkozy foi criticado sobre muitos casos polémicos, incluindo diversos esquemas de corrupção:
- O caso Karachi[16]
- O caso GDF[17]
- O caso Tapie[18]
- O caso Clearstream[19]
- O caso Bettencourt[20]
- O caso Wildenstein[21]
- O caso César[22]
- O caso de Compiègne[23]
- O caso Peugeot[24]
- Os discursos de Dakar,[25] Riyad e Latran[26][27]
- Os convites dos ditadores para a festa nacional do "14 juillet", o convite de Kadhafi com os ouros, o tapete vermelho.[28]
- O caso da Jatte, do Fouquet's, do Paloma, do casarão mexicano, da viagem no Egito[29]
- O caso Pérol[30]
- O caso do Epad (e do scooter)[31]
- As vacinas do vírus H1N1[32]
- Os casos Yade, Boutin, Joyandet, Blanc, Estrosi, Lefebvre, Santini, Proglio, Amara, Laporte, Péchenard, Ouart, Solly, Soubie, Richard, Marleix
- A utilização do contra-espionagem para resolução de assuntos privados
- A utilização do Elysée para receber os veteranos do UMP e dos satélites até várias vezes por semana, a utilização dos recursos do estado para a propaganda política e para preparar e fazer a campanha presidencial do candidato Sarkozy
- As "légions d'honneur" (Servier, Widenstein, Desmarais, Frère, Maistre, Peugeot etc.)
- O "Air Sarko One",[33] o brinde de New York de 400 000 euros, o almoço para a UMP de 1 milhão de euros
- A proposição de lei sobre a perda da nacionalidade francesa, o debate sobre a nacionalidade
- O caso da remuneração ilegal de setembro ao 31 de dezembro de 2007, o divórcio, o casamento e a inscrição fora do prazo nas listas eleitorais, a declaração dos impostos atrasados, tudo isto ilegal e não processado
- A circularia Hortefeux[34]
- A nominação das diretorias das rádios e televisões públicas pelo poder
- A reforma constitucional
- A irresponsabilidade penal do Presidente da República de França
- O caso da espionagem dos jornalistas pelos serviços secretos "contrespionnage" (vídeo em português)[35]
- O caso da validação das contas da campanha de Édouard Balladur e de Jacques Chirac [carece de fontes?]
- O caso Servier  [carece de fontes?]
- O caso Bongo  [carece de fontes?]

### Condenação
No dia 1.º de março de 2021, Sarkozy foi condenado a três anos de prisão, sendo um deles obrigatoriamente em prisão efetiva, por corrupção e tráfico de influência, podendo recorrer da sentença. Segundo a Justiça francesa, houve um “pacto de corrupção” entre o ex-presidente, seu advogado e um juiz da mais alta instância do sistema judicial francês para que Sarkozy conseguisse informações confidenciais no âmbito da investigação no processo conhecido como caso Bettencourt, sobre pagamentos de Liliane Bettencourt, dona da L'Oréal, a membros do governo Sarkozy, para financiar sua campanha à presidência em 2007. Neste processo Sarkozy não chegou a ser acusado e seu nome foi removido da lista de suspeitos.
A acusação que levou à condenação do ex-presidente partiu de escutas de conversas telefônicas entre Sarkozy e seu advogado depois do final do mandato presidencial. O julgamento ocorreu de novembro a dezembro de 2020, tendo a defesa do ex-presidente alegado que as escutas teriam sido ilegais.